# Billy Monger
Billy Monger (Charlwood, 5 de maio de 1999) é um automobilista britânico. Atualmente compete na Fórmula 3 BRDC.

## Carreira
Depois de competir na Ginetta Junior Championship em 2015, Monger estreou na Fórmula 4 Britânica em 2016 pela JHR Developments, mesma equipe que defendia na categoria anterior. Em sua primeira temporada, foram 78 pontos obtidos e o 12º lugar na classificação.
Na temporada 2017, alternou entre a Fórmula 4 e a subdivisão Ford F4 Challenge Cup, participando em 6 provas. 

## O acidente
Em abril de 2017, Monger disputava o GP de Donington Park quando brigava por posições e, com a visão prejudicada, acertou violentamente o carro do finlandês Patrik Pasma, da Carlin. O inglês permaneceu consciente e falando com os fiscais, porém o resgate demorou 2 horas. Levado ao hospital com graves lesões nas pernas, passou por uma cirurgia que resultou na amputação dos membros. Ele chegou a ficar em coma induzido, já que seu estado de saúde era crítico.
Depois que familiares promoveram um crownfunding cuja meta era de alcançar 260 mil libras para custear o tratamento do piloto, as arrecadações superaram rapidamente, obtendo 480 mil. Lewis Hamilton, Felipe Massa, Marcus Ericsson, Daniel Ricciardo, Pascal Wehrlein, Jolyon Palmer, Sergio Pérez, Esteban Ocon, Nico Hülkenberg, Fernando Alonso, Jenson Button e Max Verstappen - estes últimos contribuíram doando 60 mil libras - foram alguns dos principais nomes da Fórmula 1 que usaram as redes sociais para divulgar a causa, que teve ainda participação de outros nomes do automobilismo e também de fora.

## Volta ao automobilismo
Em junho, o piloto anunciou sua intenção de voltar a correr em novembro, com o objetivo de participar das 24 Horas de Le Mans em 2020. Sua primeira incursão após voltar a competir foi 1 mês depois, num teste no circuito de Brands Hatch com um carro da Fun Cup, categoria que promove corridas com réplicas de Fuscas.
Dez meses após o acidente que quase o matou, Monger testou um carro adaptado de Fórmula 3 BRDC em fevereiro de 2018, assinando com a Carlin para a temporada. Em sua terceira corrida após voltar ao automobilismo, chegou em terceiro lugar na corrida 3 de Oulton Park, resultado que surpreendeu o próprio Monger.

## Links
- Site oficial